# Mörickestift

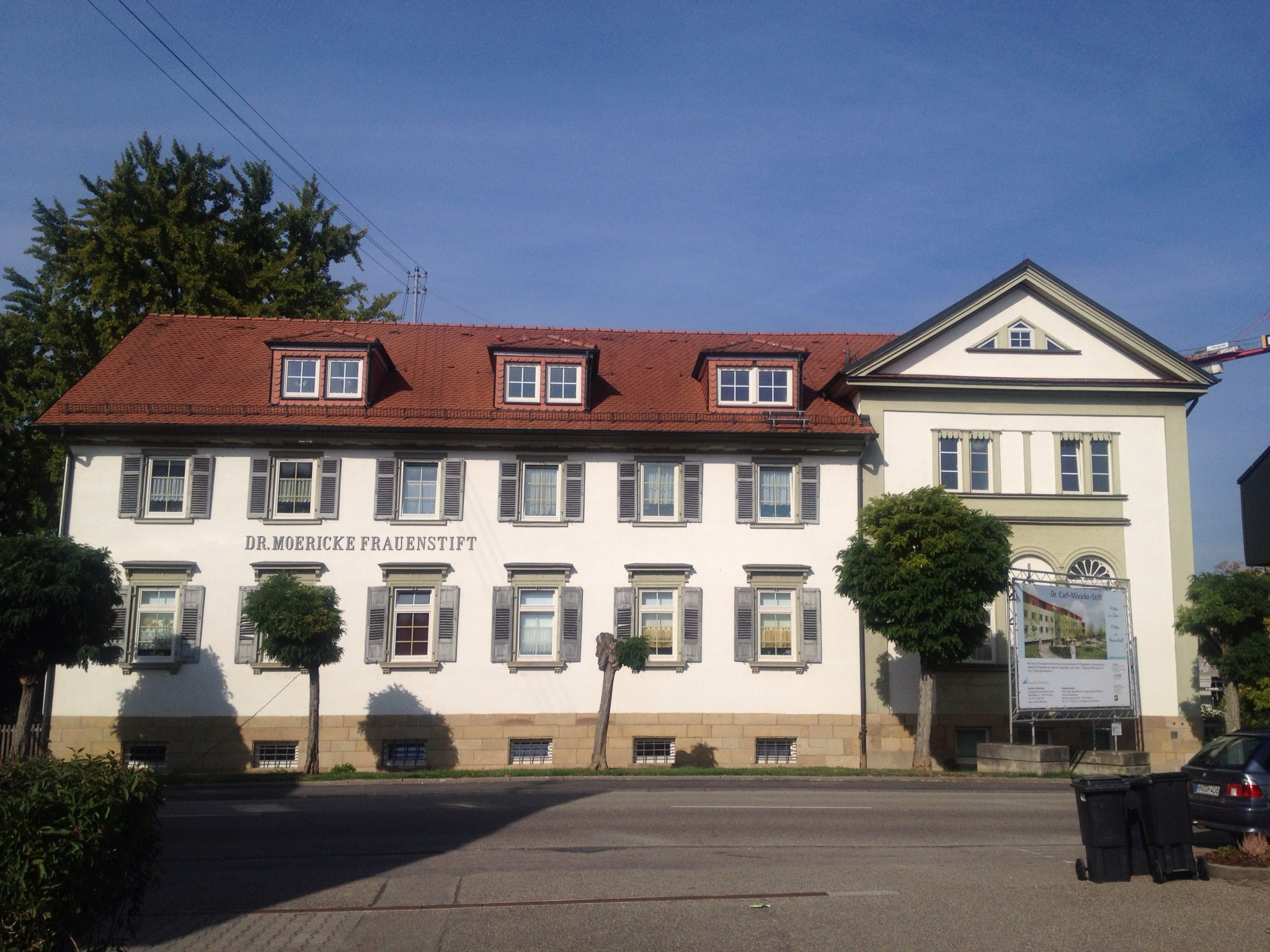
Hauptgebäude des Mörickestifts

Das Mörickestift in Neuenstadt am Kocher im Landkreis Heilbronn geht auf das Landhaus eines Neuenstadter Arztes um 1830 zurück und war ab 1853 im Besitz der Apothekerfamilie Möri(c)ke, die eng mit dem Dichter Eduard Mörike verwandt war. Nach dem Tod von dessen Vetter Carl Möricke errichtete dessen Witwe Marie Mörike 1874 ein Stift für ledige oder verwitwete evangelische Frauen, das 1979 in die Trägerschaft der Stadt überging. Ab den 1950er Jahren wurden auf dem Stiftsareal weitere Einrichtungen erbaut. Das heute weiterhin als Altenheim genutzte alte Stiftsgebäude gilt als Kulturdenkmal. Es verfügte seit 1860 über eine eigene Wasserleitung von einer eigenen Quelle im Nachbarort Bürg. Der historische Wasserhochbehälter sowie Reste eines im 19. Jahrhundert angelegten Parks sind erhalten.

## Geschichte

### Bau des Gebäudes als Landhaus für einen Arzt
Das Gebäude wurde ab etwa 1828 von Werkmeister Jakob Adam Grotz (1784–1843) erbaut. Seine Entstehung ist eng mit dem Bau der Straße von Neuenstadt nach Bürg verbunden, den Grotz ebenfalls leitete. Die neue Lindenstraße von Neuenstadt hinab ins Kochertal kreuzte den ehemaligen herzoglichen Lindengarten hinter der Lindenanlage, was Grotz den Erwerb einer Parzelle des ehemaligen Schlossgartens zwischen Öhringer Straße und Lindenstraße ermöglichte. Zum andern verwendete Grotz das übrig gebliebene Baumaterial von Damm und Brücke, die vom Kochertal hinauf nach Bürg führen.
Das Gebäude wurde wohl von Anbeginn für den seit 1822 in Neuenstadt tätigen Unteramtsarzt Christoph Friedrich Höring erbaut, der kurz nach Fertigstellung des Gebäudes um 1830 als Eigentümer erscheint. Der großzügige ursprüngliche Gebäudeschnitt mit je vier großen und drei kleinen Zimmern pro Stockwerk und einem Pferdestall im Sockelgeschoss legt auch die Planung als Ärzte-Landhaus nahe. Bis 1834 entstanden dicht hinter dem Haus eine Remise, eine Scheune mit Stall, Heuboden und Knechtskammer sowie ein Schuppen. Dadurch wurde der Pferdestall im Untergeschoss des Wohnhauses überflüssig. Die Post nutzte bis 1851 auch einen Raum im Untergeschoss.
1834 gab Höring die Arztstelle in Neuenstadt auf und verkaufte das Haus an den jungen Mediziner Karl Ludwig Elsässer, der westlich an die Außentreppe ein Laboratorium anbaute. Zur selben Zeit besaß der Apotheker und Hofrat Carl Friedrich Wilhelm Mörike (1770–1859) die östlich an das Hausgrundstück angrenzende Parzelle des ehemaligen Lindengartens. Die Apothekerfamilie Mörike war in der Apotheke am Marktplatz durch den Versand von Pillen zu Wohlstand gekommen. Der Sohn des Hofrats war der Arzt und Apotheker Carl Abraham Möricke (1806–1874), der nach einer Nordamerikareise 1831 bis 1833 in die elterliche Apotheke eintrat. Er schrieb den Nachnamen seit seiner Hochzeit 1837 mit ck und war ein Vetter des Dichters und Pfarrers Eduard Mörike (1804–1875), der 1834 eine Pfarrstelle im nahen Cleversulzbach annahm und zu Elsässers Patienten gehörte. Elsässer verfasste 1843 den Krankheitsbericht, mit dem Eduard Mörike im Alter von 39 Jahren in den Ruhestand versetzt wurde.

### Erwerb und Umgestaltung durch Carl Möricke
Als Elsässer 1853 eine Stelle als Leibarzt und Medizinalrat in Stuttgart annahm, erwarb Carl Möricke das Landhaus, vereinigte die beiden nebeneinander liegenden Gartenparzellen und ließ das Landhaus umbauen, das Laboratorium wieder abreißen und statt der seitlichen eine repräsentativere Treppe errichten. Mörickes Schwiegervater, der königliche Bau- und Gartendirektor Ernst Seyffer (1781–1856), beriet ihn bei den Veränderungen an Haus und Garten. Seyffer war damals bereits über 70 Jahre alt. Der heute noch vorhandene Park geht auf seine Planungen zurück, die sowohl die bereits vorhandenen Gegebenheiten beider Gärten nutzten und darin weitere Sichtachsen mit zahlreichen exotischen Pflanzen schufen. Außerdem entstand im Park eine künstliche Ruine. Bis zum Tode Mörickes 1874 folgten weitere Veränderungen des Gartens. Die alten, wohl nur einfachen hölzernen Nebengebäude wurden durch stabilere Nebengebäude in größerem Abstand zum Haus ersetzt. Es entstanden u. a. ein chinesisches Tempelchen, eine Laube, ein Aussichtsplatz und eine Kegelbahn.
Möricke und seine Gattin waren kinderlos. 1865 verkaufte er die Apotheke am Marktplatz an den bisherigen Pächter und konzentrierte sich danach auf seine Tätigkeit als Hausarzt und auf die Ausgestaltung des Landhauses. Für Gesellschaften wurde in den letzten Lebensjahren Mörickes ein Saalbau an das Gebäude angefügt.

### Bau der eigenen Wasserleitung von Bürg

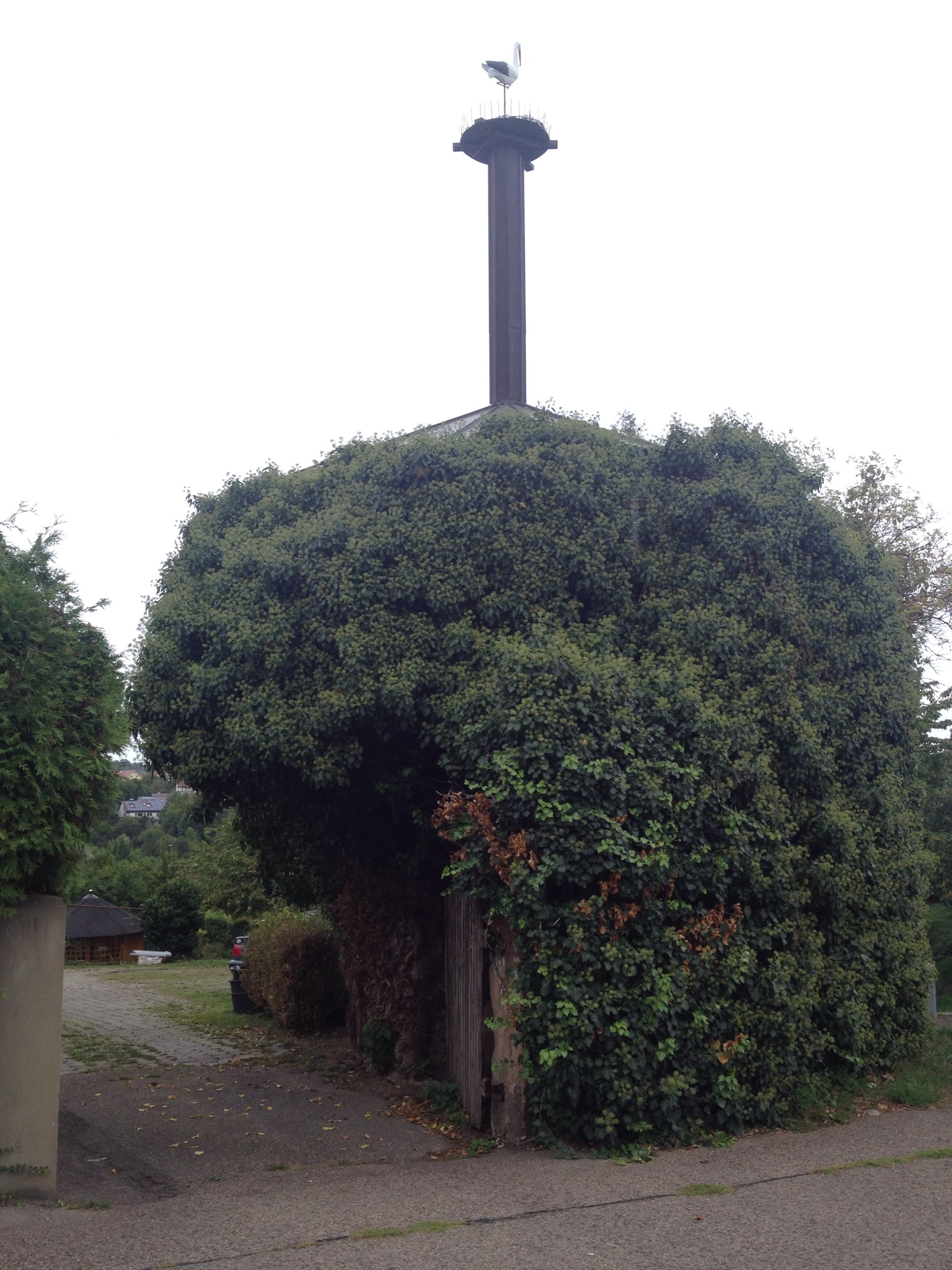
Das Storchenhaus an der Öhringer Straße ist der historische Wasserhochbehälter des Stifts

Seit dem Bau des Hauses gab es nur einen schwächlichen Pumpbrunnen im Hof. Auf der Suche nach einer sprudelnden Quelle wurde man auf eine bereits von Werkmeister Grotz erschlossene Quelle auf der gegenüberliegenden Seite des Kochertals in Bürg aufmerksam. Die Quelle in Bürg lag etwa zehn Meter höher als der höchste Punkt des Mörike'schen Anwesens, so dass die Herüberleitung des Wassers ohne Pumpe rein technisch kein Hindernis darstellte. Mörickes Wohlstand ermöglichte auch die Finanzierung. Da die Gemeinde Neuenstadt auch Anspruch auf die Quelle erhob, musste der Leitungsbau zunächst langwierig beantragt werden. 1858 erwarb Möricke die Quelle von Grotz' Witwe, die die Leitung nach Bürg wurde 1860 fertiggestellt.
Als Wasserhochbehälter auf dem Grundstück in Neuenstadt diente ein auf den Überresten eines alten Fachwerk-Aussichtshäuschens erbauter Tuffstein-Turm mit einem 2.300 Liter fassenden Blechkasten, der zur Dämmung mit Holzverschalung versehen war. Der von einem flachen runden Dach bedeckte Hochbehälter erhielt eine Bekrönung aus einem Pfosten, auf dem ein Wagenrad aufgesteckt war, das als „Nest“ einer storchenförmigen Wetterfahne diente.
Die Wasserversorgung diente neben dem Landhaus einigen Brunnen, Wasserspielen u. ä. im Garten. Östlich des Saalanbaus entstand eine Gruppe von vier lebensgroßen Bronzefiguren, von denen eine aus einem Krug Wasser in ein kleines Bassin mit Springbrunnen schüttet. Vier weitere lebensgroße Figuren umstanden ein östlich der Kelter (eigentlich ein Glas- bzw. Gewächshaus) befindliches großes Bassin. Vom einstigen Fischgarten wurde ein Badhaus in den Garten versetzt, das mit einem außen befindlichen Holzofen beheizt werden konnte.

### Gründung des Frauenstifts
Carl Möricke verstarb am 1. Juni 1874, als er einen Besuch im Lautenbacher Hof antreten wollte. Bei seiner Beisetzung in der 1868 gestifteten Möricke-Gruft auf dem Neuenstadter Friedhof verkantete sich der Sarg und öffnete sich, so dass der Tote zu sehen war, der entgegen dem örtlichen Brauch kein weißes Totenhemd, sondern einen schwarzen Frack trug. Dies sorgte für einen Eklat, der sich vor allem gegenüber der Witwe Marie Mörike (die sich seit dem Tod ihres Mannes wieder nur mit k statt mit ck schrieb) entlud. 
Die Witwe Mörike erbte als Alleinerbin ein Vermögen von etwa einer halben Million Mark, außerdem das Landhaus sowie das Apotheker-Gebäude (den so genannten Kavaliersbau). Schon zu beider Lebzeiten hatten die Gatten besprochen, ihr Vermögen testamentarisch in eine Stiftung umzuwandeln. Die Witwe veräußerte das Apotheker-Gebäude an die Gemeinde, die gerade eine Wohnung für den Bürgermeister suchte. Am 13. Oktober 1874 wandelte sie ihren verbliebenen Grundbesitz bestehend aus Landhaus mit Garten, der Quelle in Bürg und einigen Äckern und Wiesen in das Frauenstift von Carl Möricke zu Neuenstadt an der Linde um, das im Landhaus künftig ein Haus der Zurückgezogenheit zu gemeinschaftlichem Leben für evangelische Frauen, Wittwen und Jungfrauen bieten sollte. Sie verfügte, dass in das Stift nur 12 Frauen wie zuvor bezeichnet im Alter zwischen 45 und 65 Jahren aufgenommen werden sollten und dass eine jede zur Deckung des Unterhalts jährlich 350 Mark oder eine der Geldentwertung angepasste höhere Summe zu zahlen habe. Außerdem machte sie zur Auflage, dass das Mörike-Grab auf dem Friedhof zu pflegen sei und dass die Mörike-Familienbilder im Stiftssaal für ewige Zeiten aufgehängt bleiben sollten. Sie schrieb sich außerdem ein Anrecht auf die lebenslange Nutzung des rechten Eckzimmers fest und sagte eine Investition von 10.000 Mark zur Errichtung des Stifts zu. Im Folgenden verfasste sie noch die Statuten und eine ausführliche Hausordnung, die das Leben der Stiftsdamen untereinander und die Regelung der Verwaltung des Stifts betrafen. Die Urkunden schließen mit der Vorschrift Herren können zu Tisch gebracht, aber nicht beherbergt werden. Die Stiftungsurkunde wurde am 13. Oktober 1874 notariell beglaubigt, der Tag der Übergabe wurde unter Berücksichtigung einer Frist zur Renovierung des Landhauses auf den 25. Mai 1875 verabredet.
Die Einweihung und Übergabe des Stifts wurde am 25. Mai 1875 durch die württembergische Königin Olga vollzogen, wofür die ganze Stadt beflaggt wurde und Schulkinder Spalier standen. Die Stifterin selbst zog sich an diesem Nachmittag zurück und nahm nicht an allen Feierlichkeiten teil. Sie verzog im November 1874 nach Stuttgart zu ihrer Schwester, wo sie bis zu ihrem Tod lebte, aber auch immer wieder nach Neuenstadt zu Besuch kam. 1891 stiftete sie eine neue Kanzel für die örtliche Nikolauskirche, 1899 war sie letztmals im Stift zu Besuch. Sie starb 1909 und bedachte in ihrem Testament das Möricke-Frauenstift nochmals mit 150.000 Mark. Der Sitz der Stiftsverwaltung blieb jedoch in Stuttgart, was sich in den folgenden Jahrzehnten immer wieder als unpraktikabel erwies.

## Entwicklung des Stifts
Als das Stift eingeweiht wurde, waren bereits neun Stiftsfrauen und die erste Oberin Hildegard Härplin eingezogen. Kurz nach der Einweihung bezog im Juli 1875 Clara Mörike (1816–1903), eine Schwester des Dichters, als zehnte Stiftsdame das Haus. Sie hatte dem Bruder den Haushalt geführt und war nach dessen Tod unversorgt zurückgeblieben. 1919 bezog mit Fanny Hildebrandt (1855–1930) auch eine Tochter des Dichters das Stift.
Das Stift diente für etwa 40 Jahre rund 50 Frauen als Bleibe. Der Erste Weltkrieg wirkte sich kaum merklich auf den Stiftsbetrieb aus. Die Rationierungen der späten Kriegszeit konnten mit dem Anbau von eigenem Gemüse auf stiftseigenem Boden ausgeglichen werden. Erst mit der Inflation nach Kriegsende kamen harte Zeiten, da das Stiftskapital wertlos geworden war. 1922 musste das Silbergeschirr verkauft werden, um Brennholz für den Winter bezahlen zu können. Mit vielen Einschränkungen überdauerte das Stift die Inflationszeit und die Weltwirtschaftskrise. Das Stift finanzierte sich meist nur aus den Einkünften aus seinen Grundstücken und aus milden Gaben aus der Bevölkerung. Eine 50-Jahr-Feier zum 50-jährigen Wiederkehr der Stiftsgründung 1924 oder eine 100-Jahr-Feier des Hausbaus, die man um 1930 hätte begehen können, fanden angesichts der Verhältnisse nicht statt.
Auch der Nationalsozialismus ab 1933 änderte nichts an der Lage des Stifts. Weder wurde das Stift in irgendeiner Form gleichgeschaltet, noch besserte sich die angespannte Finanzlage. 1937 wurde wegen Geldnot eine Parzelle auf dem Stiftsgelände als Bauplatz an den Arzt Hans Hegendörfer verkauft. 1939 wollte die Stadt Neuenstadt das Stift erwerben, um es zum Krankenhaus umzubauen, konnte aber den Stiftsfrauen keine adäquate Unterbringung anbieten, so dass die Pläne aufgegeben wurden. Im Zweiten Weltkrieg, in dem Neuenstadt stark beschädigt wurde, blieb das Stift vor der Zerstörung bewahrt.
In den Nachkriegsjahren war längere Zeit unklar, ob nun das Regierungspräsidium Stuttgart, der Verein evangelischer Frauenstifte Württembergs, die Zentralleitung für das Stiftungs- und Anstaltswesen in Württemberg oder der Verwaltungsrat des Wohlfahrtswerks für Baden-Württemberg die dem Stift übergeordnete Behörde war. 
Inzwischen hatte die Stiftsleitung die Veräußerung einiger Acker- und Wiesengrundstücke beschlossen, um zu Geld zu kommen. Nun aber trat die Stadt Neuenstadt auf den Plan, die gerne einen Bauplatz im Stiftsgarten zum Bau eines neuen Rathauses erworben hätte, was man von Seiten des Stifts ablehnte. Als die Stadt wenig später um einen Bauplatz zum Bau eines neuen Krankenhauses anfragte, bot man der Stadt das gesamte Areal für über 240.000 DM an, was aber die Stadt nicht aufbringen wollte. Zudem kam es beim Verkauf von Wiesen und Äckern über den Verein für evangelische Frauenstifte und bei der Abrechnung mit der Stiftsverwaltung zu Ungereimtheiten. 
Angesichts des Durcheinanders schob man sich die Verantwortung gerne gegenseitig zu. Der Verein für evangelische Frauenstifte gab 1956 die Verwaltung an die Zentralleitung zurück, was diese nicht zu leisten vermochte. Mit einer neuen Satzung vom Juli 1956 wurde die Einrichtung dem Landeswohlfahrtswerk unterstellt, dem ein Ortsausschuss aus Bürgermeister, Dekan, Oberin, Stadtpfleger und drei Bürgern beigestellt war. Das alte Frauenstift von Carl Möricke zu Neuenstadt wurde aufgelöst und das Stift unter dem Namen Dr. Möricke-Stift fortgeführt.
Von 1955 bis 1956 war auf dem Stiftsgelände nach Plänen des Heilbronner Architekten Alber ein kleines Krankenhaus mit etwa 30 Betten errichtet worden. Alber plante für das Landeswohlfahrtswerk die Erweiterung der Anlage um ein Altenheim für 100 Bewohner, was jedoch aus finanziellen Gründen nicht verwirklicht wurde. Stattdessen wurde die Belegungszahl des Stifts durch einfache Umbaumaßnahmen von 12 auf 23 erhöht. 1958 war das für 28 Betten ausgelegte Krankenhaus mit inzwischen 40 genutzten Betten völlig überbelegt. Von 1963 bis 1964 erfolgte dann nochmals nach Plänen von Alber ein Erweiterungsbau, der die Bettenzahl von 28 auf 47 erhöhte. Bis 1974 entstand auch noch ein Personalwohnheim in der Nordwestecke der Anlage. Für die verschiedenen neu hinzugekommenen Bauten gingen jeweils Teile der Parkfläche verloren.
Am 4. Dezember 1978 beschloss der Gemeinderat die städtische Übernahme des Stifts, die zum 1. Januar 1979 vollzogen wurde. Der Sitz der Verwaltung und die Stiftskasse kamen von Stuttgart nach Neuenstadt. Statt einer von der Verwaltung benannten Oberin wurde die Einrichtung künftig von einer Heimleiterin geführt. Die bisherige Bezeichnung Stiftsdame wurde durch die zeitgemäßere Anrede Stiftsfrau ersetzt. Der Ortsausschuss bestimmte künftig über die Aufnahme in den Stift.
Die Gebäude auf dem Gelände des Mörickestifts wurden verschiedentlich modernisiert und erweitert. Zu den größten Erweiterungen zählt der von der Evangelischen Heimstiftung ab dem Jahr 2015 erbaute Erweiterungstrakt des Demenzzentrums mit 60 weiteren Pflegeplätzen, integrierter Tagespflege, zwei Praxen und 17 betreuten Wohnungen.